# Lohnfondstheorie
Unter der Lohnfondstheorie versteht man in der klassischen Nationalökonomie eine Theorie, nach der sich der Lohn eines Arbeiters aus dem Quotienten eines festen Lohnfonds sowie der Gesamtzahl der Arbeiter innerhalb einer Volkswirtschaft ergibt.

## Die Lohnfondstheorie
Die Lohnfondstheorie lässt sich in ihrer Extremform zunächst auf die anschauliche mathematische Formel
{\displaystyle {\text{l}}={\frac {\text{L}}{\text{A}}}}
reduzieren. Demnach ergibt sich der Lohnsatz {\displaystyle l} aus der Division des Lohnfonds {\displaystyle L} durch die Anzahl der Arbeiter {\displaystyle A}. Um den Inhalt der einzelnen Begriffe zu verstehen, müssen alle Erläuterungen vor dem Hintergrund gelesen werden, dass es sich um makroökonomische Begriffe handelt. Das heißt, dass sich jeder Begriff auf die Zusammenhänge einer ganzen Gesellschaft und nicht auf Einzelfälle bezieht. Der Lohnsatz ist demnach das durchschnittliche Einkommen aller in einem Beschäftigungsverhältnis arbeitenden Menschen in einem nicht näher bestimmten Zeitraum. Wichtig ist dabei der Bezug auf die in abhängigen Verhältnissen arbeitenden Menschen, der Lohnsatz umfasst nicht das Einkommen aller selbstständigen Unternehmer und Landwirte. Die Anzahl der Arbeiter beschreibt alle Mitglieder eines Staates, die in einem Arbeitsverhältnis stehen. Damit werden nicht-berufstätige Frauen und Kinder ebenso wie Selbstständige und Landwirte aus dieser Gruppe ausgeschlossen. Auch die Gruppe der Arbeitslosen ist von diesem Begriff nicht erfasst, da Arbeitslosigkeit nach klassischer Ansicht immer nur ein vorübergehendes Phänomen war, langfristig aber nicht existierte.
Der zentrale und am schwersten zu beschreibende Begriff innerhalb der Theorie ist jedoch der Lohnfonds an sich. John Stuart Mill definiert den Lohnfonds als „nur umlaufendes Kapital, und dieses nicht einmal seinem ganzen Betrage nach, sondern nur der Teil desselben, der zum direkten Kauf von Arbeit bestimmt ist. Hinzurechnen müssen wir jedoch alle Fonds, die, ohne einen Teil des Kapitals zu bilden im Austausch für Arbeit bezahlt werden, wie zum Beispiel die Löhne der Soldaten, häuslichen Dienstboten und aller sonstigen unproduktiven Arbeiter. (…) Da der Arbeitslohn der produktiven Arbeiter fast das ganze dieses Fonds bildet, so ist es üblich, den kleineren und minder wichtigen Teil zu übergehen (…)“ . Mill unterscheidet dabei zwischen produktiver Arbeit, das heißt alle Arbeit an dessen Ende ein erzeugtes Produkt steht, sowie unproduktiver Arbeit, die alle Dienstleistungen umfasst. In modernen Worten ist dies die Unterscheidung zwischen dem sekundären und tertiären Wirtschaftssektor. Da der tertiäre Sektor der Dienstleistungen zu Mills Zeit in nur sehr geringem Maße ausgeprägt war, lässt er diesen als „minder wichtigen Teil“ wegfallen und vereinfacht dadurch seine Theorie. Budge versucht später, den Lohnfonds als „Betrag an Wert, der innerhalb eines Wirtschaftskreises je nach der vorhandenen Produktivität der Arbeit im gegebenen Augenblick und nicht im Laufe einer Produktionsperiode in Arbeiterkonsumptilien umgesetzt werden kann“  zu erklären. Der Lohnfonds ist also eine gegebene Menge Kapital. Das Modell der Lohnfondstheorie vereinfacht den Lohnfonds dahingehend, dass es sich um eine gegebene Menge Kapital in der Hand der Arbeitgeber handelt, die zu einem gewissen Zeitpunkt an die Arbeiterschaft ausgezahlt wird. Die Auszahlung findet vor der zu erbringenden Arbeit statt, da die Menge an Kapital gegeben ist und nicht im Laufe des Produktionsprozesses beziehungsweise der Arbeit entsteht. Die Lohnfondstheorie verzichtet darauf, darüber Aufschluss zu geben, woher genau die Kapitalmenge stammt, sie wird lediglich den Unternehmern zugeschrieben. Es bleibt ebenfalls offen, für welche Zeitperiode die Löhne gezahlt werden. Ob es sich bei dem Kapital um Geld oder andere Güter handelt, die an die Arbeiter ausgegeben werden, wird nicht näher festgelegt. Dadurch wird der Lohnfonds zu einer fiktiven Vereinfachung innerhalb eines Modells.
Nach der Definition der Begriffe ist die Wirkungsweise der Lohnfondstheorie mathematisch einfach zu erklären. Der Lohnsatz wird als abhängige Variable von den unabhängigen Variablen des Lohnfonds sowie der Anzahl der Arbeiter bestimmt. Soll der Lohnsatz verändert werden, muss der Wert mindestens einer der beiden Ausgangsvariablen erhöht oder abgesenkt werden. Für eine Erhöhung des Lohnsatzes muss entweder der Lohnfonds steigen, während die Anzahl der Arbeiter sinkt oder konstant bleibt, beziehungsweise die Anzahl der Arbeiter muss sinken, während der Lohnfonds konstant bleibt oder steigt. Für einen sinkenden Lohnsatz muss entweder der Lohnfonds sinken, während die Anzahl der Arbeiter konstant bleibt oder steigt, beziehungsweise die Anzahl der Arbeiter muss steigen, während der Lohnfonds konstant bleibt oder sinkt. Wirken beide Effekte in die gleiche Richtung, das heißt ein steigender Lohnfonds bei gleichzeitig steigender Anzahl der Arbeiter, beziehungsweise ein sinkender Lohnfonds bei sinkender Anzahl der Arbeiter, entscheidet der stärkere Effekt, ob der Lohnsatz steigt oder fällt. Auch ein konstant bleibender Lohnsatz ist möglich, wenn beide Effekte gleich stark ausfallen.
In der neueren Literatur betont Englberger eine stärkere Bedeutung der Arbeitsnachfrage für die Höhe des Lohnsatzes. Diese ersetze das Arbeitsangebot, welches in früheren Theorien als Determinante der Lohnhöhe galt. Diese stärkere Betonung der Nachfrageseite fand erst durch Kritiken an der ursprünglichen Lohnfondstheorie Einzug in die Lehre.

## Entstehung und Anwendung
Der mathematischen Funktionsweise nach müssten in erster Linie die Unternehmer die Möglichkeit der Einflussnahme auf die Höhe des Lohnsatzes haben, indem sie die Arbeitsnachfrage steuern. Die Arbeiterschaft könnte darüber hinaus durch Absenken der Anzahl ihrer Nachkommen die zukünftige Anzahl der Arbeiter senken und damit ihren Lohnsatz erhöhen. Ebenso könnte sie durch härtere Arbeit die Produktivität in der ersten Periode erhöhen, sodass das zusätzlich erwirtschaftete Kapital in der folgenden Periode den Lohnfonds steigern könnte. Gleichzeitig könnten die Unternehmer durch ein verstärktes Sparen eine Erhöhung des Lohnfonds unterstützen und dadurch die Löhne erhöhen. Tatsächlich gehen die Klassiker jedoch davon aus, dass einzig und allein die Arbeiterschaft die Möglichkeit hat, ihre eigene Lage zu verbessern. Zur Begründung beruft sich John Stuart Mill auf das malthussche Bevölkerungsgesetz, einem der Vorläufer und theoretischen Grundlagen der Lohnfondstheorie. Demnach ist die Bevölkerung eines Staates durch die verfügbare Menge an Nahrung begrenzt. Sobald diese Menge steigt, nimmt auch die Bevölkerungszahl zu. Steigt die Bevölkerungszahl überproportional zur Nahrungsmenge, führt dies zur Verelendung der Bevölkerung. Aus der Armut resultieren weniger Geburten, sodass die Bevölkerung anschließend wieder rückläufig ist, bis sie ein angemessenes Maß erreicht. Die arme Bevölkerung ihrerseits ist stets im Bestreben, möglichst viele Nachkommen zu zeugen. Dadurch wird sich, wann immer es die Nahrungsmittelsituation zulässt, die Bevölkerung vermehren und langfristig auf dem gleichen Versorgungsniveau verharren. Lediglich vorübergehende Lebensqualitätssteigerungen sind denkbar, so lange bis neuer Nachwuchs gezeugt wird.  Malthus überträgt dies so auf seine Idee der Lohnfondstheorie, dass ein steigender Lohnfonds zwar zwischenzeitlich einen steigenden Lohnsatz nach sich zieht. Dieser höhere Lohnsatz wird aber von Seiten der Arbeiterschaft nicht dazu verwandt, sich einen höheren Lebensstandard zu leisten, sondern stattdessen um mehr Kinder zu zeugen. Dadurch wird im Abstand einer Generation wieder eine höhere Zahl von Arbeitern zur Verfügung stehen, die die vorherige Erhöhung der Lohnfonds zunichtemacht.
Damit wird die Entwicklung des Lohnsatzes allein in die Hände der Arbeiter gelegt, während die Arbeitgeber von jeder Verantwortung für ihre Angestellten frei sind. Jede Erhöhung des Lohnsatzes, die durch eine Erhöhung des Lohnfonds hervorgerufen wird, wird in der folgenden Generation durch mehr Geburten und die damit verbundene Erhöhung der Anzahl der Arbeiter vernichtet. Daher bleibt als einzige praktische Möglichkeit den Lohnsatz zu erhöhen, die Anzahl der Arbeiter abzusenken oder zumindest konstant zu halten, solange der Lohnfonds steigt.
Die Ergebnisse dieser theoretischen Diskussion wurden anschließend in der Praxis vor allem von Seiten der Arbeitgeber aufgegriffen, die damit die Sinnlosigkeit von Lohnverhandlungen begründeten. Demnach würde eine Lohnerhöhung die gesamte Lohnsumme, also den Lohnfonds, nicht erhöhen können, sondern stattdessen zu einer geringeren Nachfrage nach Arbeit führen. Damit war auch der Nutzen von Gewerkschaften, die das Ziel höherer Löhne verfolgten, weitgehend hinfällig. Zwar stand John Stuart Mill solchen Vereinigungen grundsätzlich positiv gegenüber, jedoch sei eine Lohnerhöhung „durch solche Mittel ganz unerreichbar“. Das einzige mögliche Ziel einer Gewerkschaft könne es sein, die Arbeitszeit insgesamt zu drücken und gleichzeitig den Lohn konstant zu halten. Eine Erhöhung des Lohnes würde aber zwangsläufig zu Arbeitslosigkeit führen.
Innerhalb des politischen Diskurses wurde die Lohnfondstheorie dazu herangezogen, um gegen staatliche Maßnahmen zur Armutsbekämpfung zu argumentieren. So würden zwar die von der britischen Regierung erlassenen Armengesetze und eine Subventionierung von Getreide kurzfristig zu einer Steigerung des verfügbaren Einkommens und damit des Lebensstandards der Arbeiterschaft führen, langfristig hätten die Maßnahmen jedoch keinen Effekt und würden die Lage sogar noch verschlimmern. Dazu beriefen sich die Lohnfondstheoretiker wiederum auf das Malthussche Bevölkerungsgesetz, nach dem der höhere Lohn langfristig dazu genutzt werde, in Zukunft mehr Nachkommen zu zeugen und nicht den Lebensstandard höher zu halten. Durch die eine Generation später folgende Erhöhung der Anzahl an Arbeitern würden jedoch die Löhne wieder unter das ursprüngliche Niveau sinken. Das neue niedrigere Lohnniveau würde gemeinsam mit den staatlichen Sozialmaßnahmen eine gleiche Existenzgrundlage bilden, wie vorher die Löhne ohne staatliche Maßnahmen.

## Kritik und Ablösung
Durch ihren direkten Bezug zu dem Leben von Millionen von Arbeitern zog die Lohnfondstheorie in der Folge eine heftige Diskussion nach sich. Besonders aufgrund ihrer Ablehnung gegenüber Gewerkschaften und Lohnverhandlungen rief sie heftigste Kritik von Seiten der britischen Gewerkschafter hervor. Auch der wissenschaftliche Diskurs über die Theorie setzte ein. Vor allen anderen verfasste Hermann in Deutschland 1832 eine Kritik der Lohnfondstheorie, die von Brentano weiter verfeinert wurde und dazu führte, dass ab diesem Zeitpunkt kaum ein deutscher Ökonom der Lehre vom Lohnfonds mehr folgte.
Hermann wie Brentano konzentrieren sich in ihrer Kritik zunächst auf den Lohnfonds an sich. Hermann kritisiert, dass es sich bei dem Lohnfonds nicht um Kapital handele, das von den Unternehmern bereitgestellt würde. Stattdessen speise sich der Lohnfonds aus den Einkünften der Konsumenten, die die fertigen Produkte kaufen. Damit sind es die Konsumenten und auch die Arbeiter selbst, die den Lohnfonds speisen und das Kapital für die Arbeiterlöhne bereitstellen. Der Lohnfonds wird außerdem als „Quelle“ beschrieben, er wird also fortlaufend gespeist und ausgezahlt. Mit dieser Kritik ergibt sich eine Änderung für den möglichen Lohnsatz. Die Unternehmer nehmen im Arbeitsprozess nur noch eine zwischengeschaltete Rolle ein, indem sie die Arbeitskraft der Menschen kaufen, um sie anschließend in Produkte umgemünzt wiederum an Konsumenten zu verkaufen. Dadurch ließen sich höhere Löhne schlicht auf die Konsumenten abwälzen und müssten nicht länger von dem Kapital bezahlt werden, welches die Arbeitgeber im Lohnfonds bereitstellen. Brentano ergänzt diese Kritik später um zwei weitere Punkte. Erstens sei es jederzeit möglich, den Lohnfonds zu erweitern, indem der Unternehmer seinen privaten Konsum einschränkt. Zweitens ist es dem Unternehmer jederzeit möglich, durch Kreditaufnahme einen höheren Lohn zu zahlen. Damit wird eine der zentralen Thesen des Lohnfonds, nämlich die Unveränderlichkeit der Höhe des Lohnfonds durch die Unternehmer, von Brentano und Hermann widerlegt.
Brentano greift darüber hinaus den in der Lohnfondstheorie zu Grunde gelegten Arbeitsbegriff an. John Stuart Mill beschreibt den mathematischen Quotienten von Lohnfonds und Anzahl der Arbeiter auch als Verhältnis zwischen Angebot und Nachfrage nach Arbeit. Damit erklärt er den Arbeitsmarkt wie jeden anderen Markt zu einem Markt, der sich nach Angebot und Nachfrage richtet und somit immer zu einem Marktgleichgewicht tendiert. Wenn das Angebot an Arbeit größer ist als die Nachfrage, wird der Preis so lange absinken, bis es sich für die Unternehmer lohnt, mehr Arbeit nachzufragen. Gleichzeitig werden einige Menschen ihre Arbeitskraft nicht länger auf dem Markt anbieten, da ihnen der zu erzielende Preis zu gering ist. Dadurch entsteht schlussendlich ein Gleichgewicht, in dem es keine Arbeitslosigkeit gibt. Wie bereits dargelegt, warnt John Stuart Mill vor Lohnforderungen der Gewerkschaften, die über dem aus seiner Theorie resultierenden Lohnsatz liegen, da diese zu Arbeitslosigkeit führen müssten. Dieser Annahme tritt Brentano entgegen, der den Lohnsatz nicht als Ergebnis von Angebot und Nachfrage, sondern als durch die Konkurrenz der Arbeiter untereinander bestimmt sieht. Damit gesteht Brentano den Gewerkschaften wieder eine Aufgabe zu, nämlich den höchstmöglichen Lohnsatz für die von ihnen vertretene Gruppe von Arbeitern zu erzielen. Der erhöhte Lohnsatz wird gemäß seiner Annahme wieder auf die Konsumenten, die den Lohnfonds speisen, umgewälzt. Diese seien jedoch nicht ausschließlich andere Arbeiter, sondern auch die übrigen Gesellschaftsklassen. Damit würde die Lohnerhöhung der einen Gruppe von Arbeitern nicht automatisch zu einer gleich großen Lohnsenkung der restlichen Arbeiter führen und insgesamt den durchschnittlichen Lohnsatz der Arbeiterschaft erhöhen. Damit wendet sich Brentano gegen die Meinung, die Arbeit von Gewerkschaften sei langfristig vergebens. Ebenso wird einer der Annahmen John Stuart Mills entgegengetreten. Mill hatte zur Vereinfachung seiner Definition des Lohnfonds ausschließlich die Menge an Kapital festgelegt, die zur Bezahlung der Löhne der Arbeiterschaft vorgesehen war. Brentano nimmt nun auch die restlichen Gesellschaftsschichten als Konsumenten in den Lohnfonds auf.
Insgesamt zeigen Hermann und Brentano einige der Schwächen der Lohnfondstheorie auf, ohne diese jedoch vollständig zu widerlegen. Stattdessen modifizieren sie den Lohnfonds und legen die Verantwortung für die Höhe der Löhne in die Hände der Arbeitgeber. Damit schaffen sie eine neue Lohnfondstheorie, die eine Fortentwicklung der alten Theorie ist. Diese Ausführungen schaffen allerdings nicht den Sprung nach England, um dort die wissenschaftliche Diskussion zu beleben. Erst Jahrzehnte später beginnen Longe und Thornton mit einer Kritik der Lohnfondstheorie, die der von Hermann und Brentano in vielen Punkten ähnelt, sich jedoch nicht auf diese beruft. Stattdessen ist die Kritik davon getragen, dass sich die Wirklichkeit nicht länger mit Hilfe der Theorie erklären ließ.
Longe und Thornton kritisieren sowohl die Annahmen über den Lohnfonds wie auch die Auffassung von Arbeit. Zunächst greift Longe den Lohnfonds an und stellt fest, dass dieser als fixe Größe nicht existiert. Der Lohnfonds gäbe höchstens an, was an Löhnen gezahlt werden könne. Dabei stellt Longe fest, dass nicht der gesamte Lohnfonds tatsächlich für die Nachfrage nach Arbeit ausgegeben werde. Außerdem resultiere die Höhe des Lohnfonds aus der Schätzung der Unternehmer, wie stark die Nachfrage nach dem Endprodukt sein wird. Somit sieht Longe die Höhe des Lohnfonds zu einem bedeutenden Teil durch die Konsumenten beeinflusst. Thornton führt den Gedanken Longes fort und bestreitet später die Existenz eines Lohnfonds schlechthin und führt dazu ein Gedankenexperiment an. Demnach stelle kein Unternehmer eine Menge von Geld fest, die er notwendig für seine Arbeiter ausgeben müsse. Vielmehr stellt jeder Unternehmer fest, wie viel er maximal ausgeben könne und versuche anschließend möglichst wenig für seine Arbeiter auszugeben. Da es anscheinend auf der Ebene eines Unternehmens keinen Lohnfonds gebe, sieht Thornton auch keinen nationalen Lohnfonds.
Zweitens setzen sich Longe und Thornton mit der Auffassung von Arbeit innerhalb der Lohnfondstheorie auseinander. Die Arbeiterschaft ergebe keine einheitliche Masse mit einem „Durchschnittsarbeiter“, auf den der Lohnfonds aufgeteilt werde. Daher ergebe sich die Lohnhöhe nicht aus dem Zusammenspiel von Angebot und Nachfrage von Arbeit, sondern durch eine Konkurrenz zwischen den Arbeitern. Diese Meinung gleicht der von Hermann und Brentano. Im nächsten Schritt schränkt er diese Annahme jedoch wieder ein, indem er die Arbeit von gewöhnlichen Produkten unterscheidet, da Arbeit grundsätzlich immer und zu jedem Preis angeboten wird. Dies sei bei anderen Produkten nicht der Fall. Dadurch bestimmen schlussendlich die Arbeitgeber die Höhe des Lohnsatzes, indem sie die nachgefragte Menge nach Arbeit bestimmen. Damit konterkariert Thornton allerdings seine ursprüngliche Aussage, nach der kein Lohnfonds existiert, indem er einen Zusammenhang zwischen der Höhe des Lohns und der nachgefragten Arbeit sieht. Seinem Schluss nach muss es einen Fonds geben, aus dem eine bestimmte Menge an Arbeitern bezahlt wird.
Auch Thornton und Longe widerlegen nicht die Lohnfondstheorie. Stattdessen zeigen sie mit ihrer Kritik einige ihrer Schwachpunkte auf und bilden sie mit eigenen Lösungsansätzen weiter. Damit wird, wie zuvor in Deutschland, auch in Großbritannien die kritische wissenschaftliche Diskussion ins Rollen gebracht. John Stuart Mill, der nach seinem Vater als Vollender der Lohnfondstheorie galt, nutzt die Kritik Thorntons jedoch, um sich von der Lehre des Lohnfonds abzuwenden und der „Standard-Of-Life-Theory“ zuzuwenden. Gemeinhin wird dies als Zeitpunkt festgehalten, an dem die Lohnfondstheorie innerhalb der Wissenschaft ihre führende Stellung zur Erklärung der Löhne verlor. Dies bedeutet dennoch nicht, dass sie nicht weiter Gegenstand wissenschaftlicher Forschungen war. Im Jahr 1896 versucht beispielsweise F. W. Taussig eine verbesserte Neuformulierung der Lohnfondstheorie, wobei er auch auf die Kritik an der ursprünglichen Theorie eingeht. Dennoch scheitert er schlussendlich vor allem daran, dass er die Lohnbildung zu sehr vom Standpunkt des Unternehmers zu erklären versucht. So lässt er die Nachfrageseite völlig außen vor und schenkt auch der Marktlage nur geringe Aufmerksamkeit.